# María Esperanza Martínez Romero
María Esperanza Martínez Romero (Ciudad de México, 25 de agosto de 1957) es una científica mexicana profesora y jefa del Programa de Ecología Genómica del Centro de Ciencias Genómicas (CCG) de la Universidad Nacional Autónoma de México (UNAM). Fue pionera en el estudio molecular de las simbiosis fijadoras de nitrógeno del frijol y de los endófitos del maíz y el frijol. Describió nuevas especies de bacterias de plantas e insectos de México. Ha recibido varios reconocimientos, entre ellos el Premios L'Oréal-UNESCO a Mujeres en Ciencia en 2020.

## Trayectoria
Su inspiración para estudiar ciencias vino de sus padres. Su madre fue directora de una escuela de educación elemental y siempre la impulsó en su carrera académica. Por su parte, su padre compartía con ella sus libros de zoología, lo que alimentó su pasión por la naturaleza.
En 1973 ingresó al Colegio de Ciencias y Humanidades de la Universidad Nacional Autónoma de México (UNAM), y en 1976 ingresó al Instituto de Investigaciones Biomédicas a estudiar la licenciatura en Investigación Biomédica. La maestría y el doctorado los realizó en el entonces Centro de Investigación sobre Fijación de Nitrógeno, también en la UNAM dentro del programa de Investigación Biomédica Básica. Al graduarse obtuvo mención honorífica. Tras la obtención del doctorado, en 1985, se mudó a Toulouse, Francia donde realizó una estancia postdoctoral en el Instituto Nacional de Investigación Agronómica bajo la tutela de Jean Dénarié.
Desde 1996 se desempeña como investigador titular C de tiempo completo en la UNAM. Es profesora de aplicaciones de la genómica en el Centro de Ciencias Genómicas de la UNAM. Además realizó un año sabático en la Universidad de California en Davis.
Durante el periodo 2005-2008 fue miembro de comité editorial de la revista Applied and Enviornmental Microbiology. Desde 2006 también funge como editora de la revista Molecular Plant-Microbiome Interactions. Además en 2001 y 2004 fue editora de Microbios en Línea, una revista mexicana encargada de promover la investigación en áreas de microbiología que se realiza en el país. Es presidenta de un comité internacional de taxonomía y presidenta de la Asociación Mexicana de Microbiología. Finalmente, de 2016 a 2022 participó en la creación y organización del congreso mexicano de microbioma llamado Microbiome Mx.

## Líneas de investigación y aportaciones científicas
Estudia las simbiosis mutualistas de bacterias con plantas y animales nativos de México utilizando enfoques metagenómicos y de genómica funcional. Comenzó su carrera investigando la fijación de nitrógeno con la idea de aplicar este conocimiento a la agricultura. Es experta en ecología y diversidad microbiana, ha descrito varias especies de Rhizobium uno de los géneros bacterianos conocido como fijador de nitrógeno y simbionte de plantas. En 1991 Esperanza descubrió la especie Rizobium tropici una especie simbionte del frijol utilizada extensivamente como inoculante. Además, describió nuevas especies de bacterias de plantas e insectos de México. Una especie de Rhizobium se propuso por colegas del campo con su nombre, Rhizobium esperanzae. Las cepas que obtuvo se encuentran depositadas en colecciones bacterianas oficiales y algunas de ellas se utilizan como inoculantes o biofertilizantes en la agricultura.
Realizó las primeras caracterizaciones moleculares de las especies de rizobios que formaban nódulos fijadores de nitrógeno en frijol, que es la leguminosa de mayor consumo humano en el mundo. Ha explorado las bacterias de árboles fijadores de nitrógeno del maíz y más recientemente de animales como la tortuga galápago tamaulipeca, conejos en peligro de extinción y varios insectos nativos de México.
Es una entusiasta de los estudios del microbioma, una nueva área del conocimiento y busca impulsarla en México dando clases, conferencias y hasta ha organizado congresos nacionales e internacionales sobre microbioma. Con estas nuevas disciplinas se tendrá la oportunidad de incidir no solo en la salud de las plantas sino también de humanos, conociendo y utilizando a las bacterias a nuestro favor.

## Premios y reconocimientos
A lo largo de su carrera ha sido acreedora de diversos premios y reconocimiento por su trayectoria y aportaciones a la ciencia.
- 1996: Premio Universidad Nacional para Jóvenes Académicos
- 1997: Premio de investigación en Ciencias Naturales de la Academia Mexicana de Ciencias
- 2000: Reconocimiento por el ISI - Dirección General de Bibliotecas, a dos artículos mexicanos altamente citados
- 2003: Reconocimiento UNAM Juana Ramírez de Asbaje
- 2005: Premio Universidad Nacional por Investigación en Ciencias Naturales
- 2009: Reconocimiento como Miembro de la Academia Americana de Microbiología
- 2011: Premio AgroBio
- 2014: Reconocimiento al Mérito Estatal en Trayectoria de investigación
- 2017: Medalla General Emiliano Zapata Salazar en la categoría de Publicaciones de Investigación
- 2019: Científica mexicana más citada
- 2019: Premio Nacional de Ciencias
- 2020: Premio UNESCO L’Oreal para Mujeres en la Ciencia, por su trayectoria en mejorar el rendimiento de cultivos reduciendo el uso de fertilizantes químicos mediante la utilización de bacterias amigables con el ambiente.[3]
- Medalla al Mérito en Ciencias 2021 Ingeniero Mario Molina.[12][13]

Es miembro de Sistema Nacional de Investigadores nivel III desde 1999.

## Producción e impacto científico
Ha publicado 268 trabajos científicos que en conjunto reúnen más de 13800 citas externas, produciendo un índice-h de 64 (SCOPUS).
Entre sus publicaciones destacadas se encuentran:
- Bacterial endophytes and their interactions with hosts. M Rosenblueth, E Martínez-Romero. Molecular plant-microbe interactions 19 (8), 827-837.
- Rhizobium tropici, a novel species nodulating Phaseolus vulgaris L. beans and Leucaena sp. trees. E Martínez-Romero, L Segovia, FM Mercante, AA Franco, P Graham, et al. International Journal of Systematic and Evolutionary Microbiology 41.
- A revision of Rhizobium Frank 1889, with an emended description of the genus, and the inclusion of all species of Agrobacterium Conn 1942 and Allorhizobium undicola de Lajudie. JM Young, LD Kuykendall, E Martinez-Romero, A Kerr, H Sawada. International Journal of Systematic and Evolutionary Microbiology 51 (1), 89-103.
- Reclassification of American Rhizobium leguminosarum biovar phaseoli type I strains as Rhizobium etli sp. nov. L Segovia, JPW Young, E Martínez-Romero. International Journal of Systematic and Evolutionary Microbiology 43.
- Microbially mediated plant functional traits. ML Friesen, SS Porter, SC Stark, EJ von Wettberg, JL Sachs, et al. Annual review of ecology, evolution, and systematics 42, 23-46.